# Franklin Vilas Boas
Franklin Vilas Boas (Esposende, 1 de Março de 1919 — Esposende, 23 de Abril de 1968) foi engraxador de profissão, dedicou grande parte da sua vida à escultura: representações humanas, ícones religiosos, figuras zoomórficas de natureza fantástica. É considerado um dos maiores e mais originais representantes da arte popular portuguesa, utilizando como matéria privilegiada de expressão a madeira.

## Biografia
Inscrito no registo civil como Fanklim Martins Ribeiro, era "filho de namoro" (filho ilegítimo) de Maria da Soledade Vilas Boas Neto e de Quintino Martins Ribeiro. O seu pai, emigrante no Brasil durante alguns anos, figura como «pedreiro» no registo de nascimento do filho, como «artista» no seu assento de baptismo e como «canteiro» na designação do investigador e crítico de arte Ernesto de Sousa, que visita Franklin Vilas Boas e divulga o seu trabalho artístico em meados dos anos sessenta.
«Canteiro» e «lavrista» (artes de escultura funerária) são os termos usados pelo filho mais velho de Franklin para referir a actividade paterna. A mãe de Franklin trabalha regularmente na cidade do Porto como criada de servir. São gente pobre. Um conterrâneo do artista refere, a propósito das tradições de vida das gentes locais, em grande parte pescadores, que «não havia uma casa em Esposende que não tivesse um barco veleiro de três mastros feitos à navalha».
Instruido pelo pai, que não hesita em aplicar na formação do filho uma pedagogia dura e muitas vezes violenta, Franklin Vilas Boas, analfabeto, aprende o ofício da alvenaria, esculpindo a pedra. Mas, seja por que motivo for, por não gostar desse material ou por ter um braço defeituoso, Franklin prefere trabalhar com madeira, «não sem esforço», opção que o afasta da tradição familiar e do trabalho de alvenaria, típico do artesanato local.
Com um modo de ser conflituoso, por certo devido à influência paterna, Franklin ganha a vida, durante uma boa parte dos anos cinquenta, trabalhando numa bomba de gasolina e vendendo aos clientes umas caixinhas de papelão primorosamente decoradas. Começa a ser frequentado por certos coleccionadores que descobrem a sua obra. Chama-lhes «doutores» e inibe-se de demonstrar perante eles o seu mau feitio, agravado por algum excesso de bebida.
O grande evento que lhe concede o estatuto de “artista” é um artigo do Diário Popular de 1966. A propósito da reviravolta ele confessa: «Sabe, foi de repente. Foi como se alguém me tivesse tocado no coração e na cabeça. Foi de um dia para o outro, da noite para o dia. Eu julgo que foi a inteligência que começou a subir para o cérebro».
Tendo decididamente recusado a pedra, inicia a sua experimentação artística com o chumbo (estátua de António Correia d'Oliveira, exposta na praça do município de Esposende). Depois explora o marfim e acaba por se fixar na madeira. Aos domingos, engraxa sapatos para ganhar a vida. Nas horas de lazer entretém-se a esculpir à navalha as «canhotas», as raízes que as enchentes do rio Cávado lançam na praia, retirando-lhes o que lhe parece estar «a mais». Parte da obra criada, em vez de vendida, é trocada por géneros.
Um arquitecto de Lisboa, que se apercebe da qualidade do seu trabalho, vai-lhe fazendo algumas encomendas e Franklin começa a ser conhecido nos meios cultos da capital. Ernesto de Sousa visita-o e mantém com ele correspondência regular.
A correspondência trocada no ano de 1964 revela a preocupação de Ernesto de Sousa pelos métodos de trabalho do artista, recomendando-lhe que não importa que as suas esculturas pareçam antigas, sendo mais importante que se revelem como «espelho do seu talento».
Nesse ano, tem lugar em Lisboa uma exposição na Galeria Divulgação organizada pelas associações de estudantes universitários, intitulada Barristas e Imaginários - quatro artistas populares do Norte. São eles Rosa Ramalho, Mistério, Franklin e o seu irmão Quintino Vilas Boas Neto, que trabalha no mesmo ofício. Nessa exposição, que termina no mês de Junho, Ernesto de Sousa dá uma conferência intitulada «Arte Popular Portuguesa», cujo catálogo inclui imagens das obras dos artistas expostos. Vários jornais divulgam o evento: Diário de Notícias (24 de Maio), Jornal de Artes e Letras (27 de Maio) e Jornal de Notícias (6 de Junho).
Franklin desloca-se a Lisboa para participar com obras suas em exposições de artesanato (Lisboa e Estoril), ideia do seu amigo arquitecto que, para lhe fazer chegar às mãos algum pecúlio, tenta entretanto vender obras suas a amigos e conhecidos.
É inaugurada a trinta de Março de 1968 (mantendo-se até dezassete de Abril) no Centro Académico de Famalicão uma exposição intitulada «Quintino e Franklin Vilas Boas». No catálogo dessa exposição Ernesto de Sousa sublinha a necessidade de manter vivo o interesse pelo trabalho desses dois artistas. Franklin congratula-se por conseguir vender uma quantidade importante das suas obras. A exposição é referida pelo jornal A Capital de dezassete de Abril.
Franklin Vilas Boas sucumbe dias depois, após o encerramento da exposição, quando é atropelado na sua motorizada pelo automóvel de um comerciante do Porto.
Uma grande exposição sobre a obra de Franklin Vilas Boas, intitulada Onde mora o Frankiln?, um escultor do acaso, é organizada em Lisboa pelo Museu Nacional de Etnologia em Dezembro de 1994. A exposição reúne obras do autor pertencentes a quarenta e dois coleccionadores privados. O catálogo dessa exposição, coordenada pelo director do museu, o etnólogo Joaquim Pais de Brito, inclui textos seus, de Ernesto de Sousa, Paulo Freire da Costa e Rita Sá Marques. O catálogo inclui numerosas fotografias das esculturas de Franklin.

## Obra
A obra de Franklin Vilas Boas assenta em matérias constituídas por
- madeiras da terra (restos de troncos de árvore recolhidos no campo ou madeiras adquiridas, mais nobres), que servem para aludir a «temas, tipos, formas estáveis»,

- madeiras do mar (raízes ou destroços de madeira recolhidos na praia), que são bons para representar «temas instáveis da mais evidente invenção» - (Ernesto de Sousa)..

Esses objectos informes são a base, o ponto de partida para o encontro, no processo criativo, da matéria com o imaginário. Ao retirar deles o que é supérfluo, Franklin Vilas Boas procura criar o movimento potencial que neles vislumbra, traduzindo-o numa forma de equilíbrio que ele designa como «cadença», o movimento que ele acaba por traduzir na postura, no gesto ou na expressão da figura talhada a formão, goiva ou navalha, movimento esse que se torna a essência da obra concluída, a sua alma.
Essas figuras são
- híbridas (homem-animal ou animal fantástico partilhando elementos de outro ser)
- humanas (mulheres com mantos e homens barbudos)
- deuses (divindades míticas, deformadas pelo gosto do escultor)
- santos (ícones de Cristo, de S. Pedro, de Santo António, de Nossa Senhora, do Menino Jesus e outros).
- animais (répteis, aves, cabras, monstros).

Estas esculturas são mais criação pura ditada pela imaginação que representações convencionais, mesmo quando se referem a símbolos religiosos ou figuras humanas típicas. Esta vertente onírica do objecto artístico confere-lhe uma espessura surrealista.
Os «Senhores», homens austeros e barbudos, são representações tradicionais dos canteiros populares e ceramistas, tradição essa proveniente da antiguidade pré-românica. No caso de Franklin, essas figuras esculpidas fazem lembrar bustos helénicos e são provavelmente influência da estatuária religiosa comum na decoração das igrejas, mas algo nelas subverte a provável influência.
Quanto às figuras fantásticas, na sua grande parte esculpidas a partir de raízes, onde o imaginário impera, se as compararmos com o bestiário medieval, facilmente concluímos que são muito menos representações simbólicas que livre e pura imaginação, característica esta presente também do bestiário da Idade Média, onde a carga simbólica no entanto predomina.
Esta avaliação é aplicável ainda no caso de barristas como Rosa Ramalho ou Mistério. A originalidade de certos artistas populares do norte de Portugal é conferida por essa tendência surrealista, caricatural, muito própria da arte popular portuguesa, mesmo quando de se trata de figuras religiosas.
Servindo-se da designação de Almada Negreiros, que se assume como «ingénuo voluntário», Ernesto de Sousa define Franklin Vilas Boas como «ingénuo involuntário». Ser ingénuo, ser naïf, significa para ele «A transcendência que justifica a obra de arte, para lá das grandes promessas sociais, tecnológicas, e científicas do nosso tempo (…)». Trata-se de certo modo de um retorno ao ‘’paraíso perdido’’ da infância, a um universo em que as regras colectivas estão ausentes, a um lugar em que impera um modo de «olhar ingénuo: olhar físico ou olhar mental», um estado de consciência despojado de paradigmas, um «cogito pré-refexivo»: um mundo de «semelhanças selvagens».